# Hradešice
Obec Hradešice (německy Radeschitz, též Hradeschitz) se nachází v okrese Klatovy, kraj Plzeňský. Obec leží v obvodu obce s rozšířenou působností Horažďovice, nedaleko Nalžovských Hor. Žije zde 429 obyvatel.

## Části obce
- Hradešice
- Černíč
- Smrkovec

## Historie
První písemná zmínka o obci pochází z roku 1360.

## Pamětihodnosti
- Kostel Proměnění Páně
- Kaple svatého Antonína u čp. 46
- Smírčí kříž u závěru pohřební kaple sv. Antonína

## Galerie

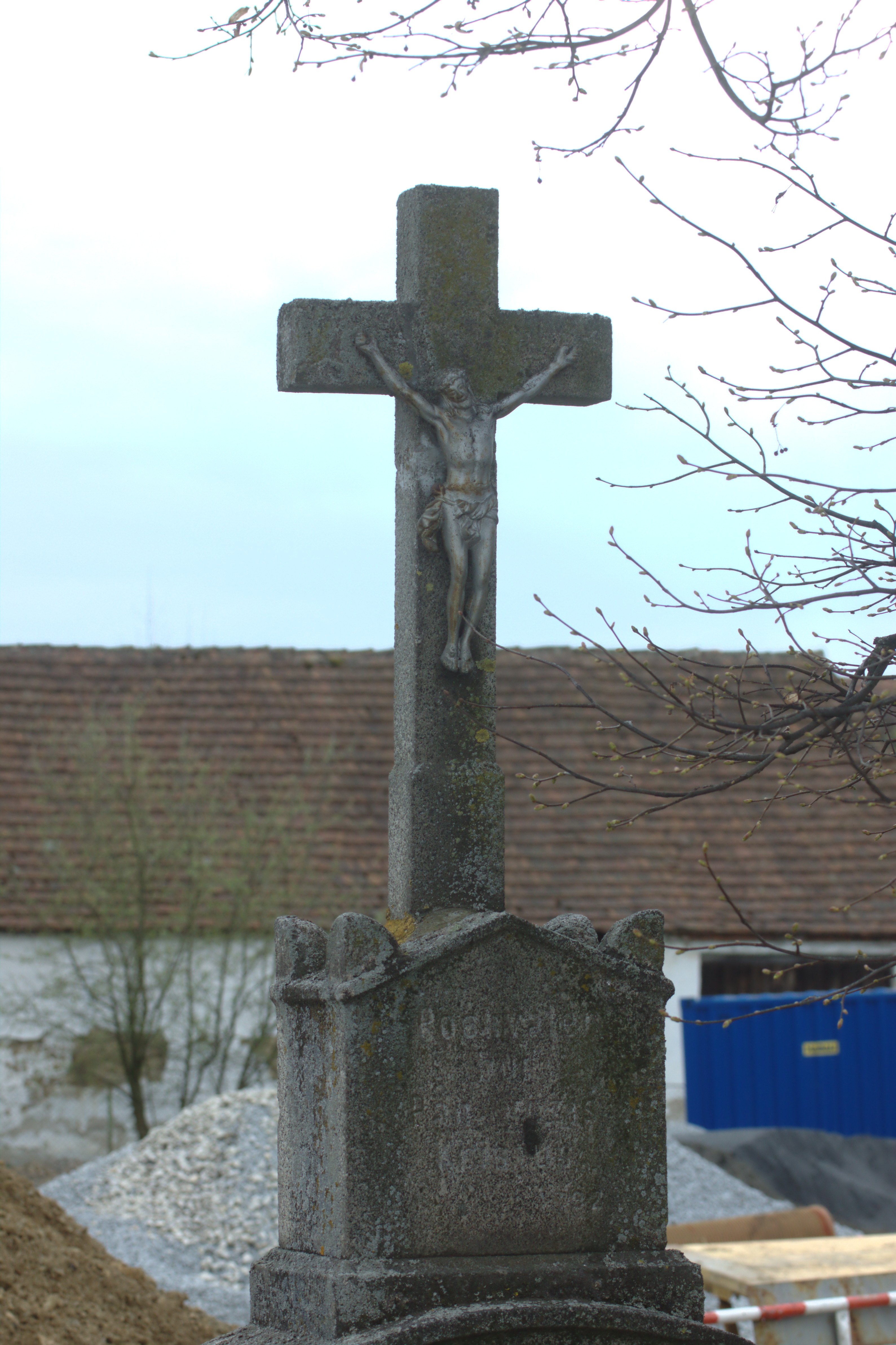
Smírčí kříž
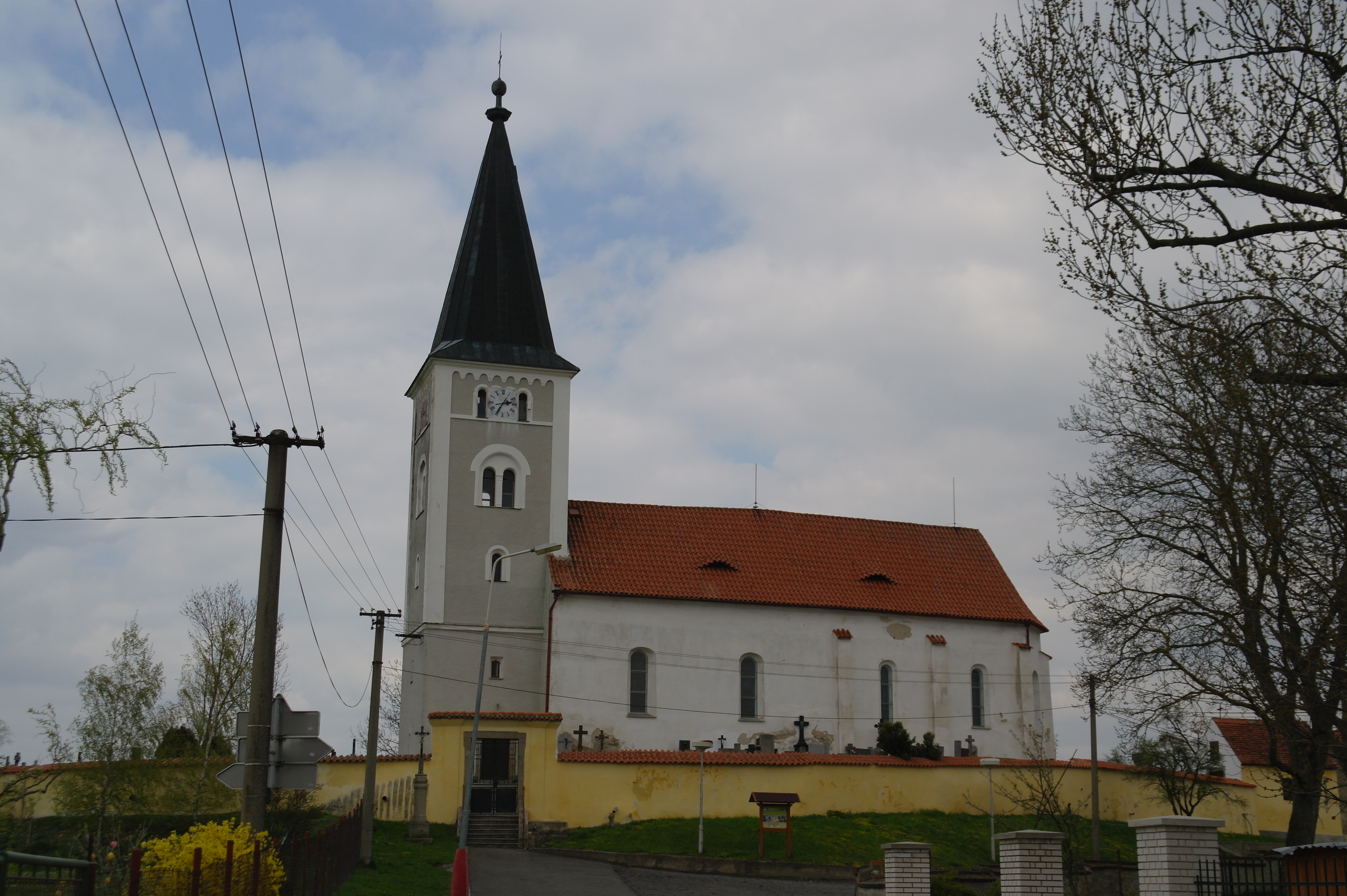
Kostel Proměnění Páně
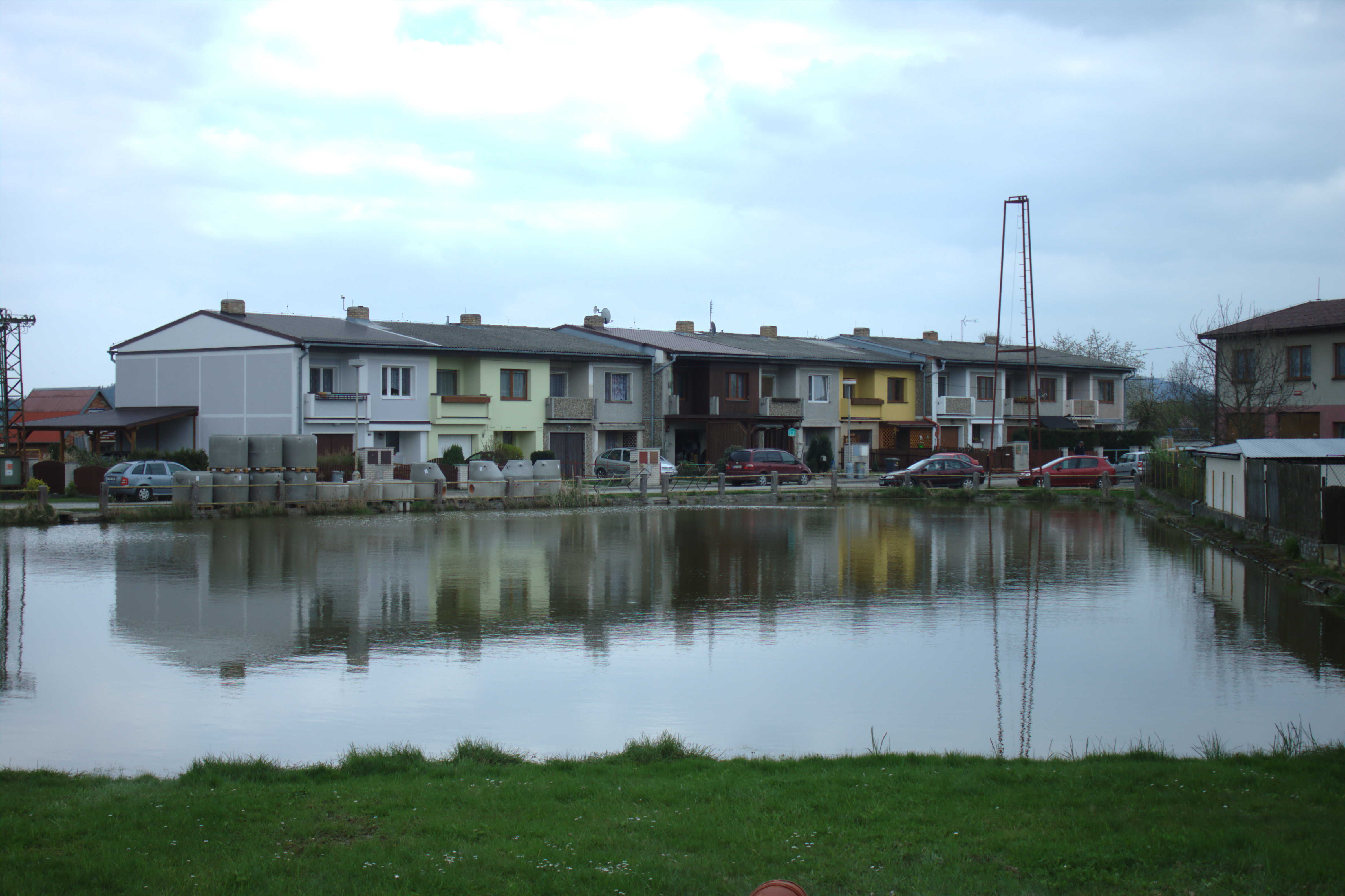
Rybník v Hradešicích